# Lista de inscrições ao Oscar 2021 de melhor filme internacional
Lista de inscrições ao Oscar de melhor filme internacional para a edição de 2021. O prêmio é concedido anualmente pela Academia a um longa-metragem produzido fora dos Estados Unidos que contém principalmente diálogos em outros idiomas. A categoria era anteriormente chamada de melhor filme estrangeiro, mas foi alterada em 2019 para melhor filme internacional.
Para concorrer na edição 2021 do Oscar, os filmes inscritos devem ter sido lançados nos cinemas em seus respectivos países entre 1º de outubro de 2019 e 31 de dezembro de 2020. Três países enviaram um filme pela primeira vez. Lesoto, Sudão Suriname.. O Butão inscreveu um filme após um intervalo de 21 anos desde sua última inscrição.

## Filmes inscritos
| País                 | Título em inglês                                          | Título original                                              | Idioma(s)                                                                     | Direção                                      | Resultado      |
| -------------------- | --------------------------------------------------------- | ------------------------------------------------------------ | ----------------------------------------------------------------------------- | -------------------------------------------- | -------------- |
| Albânia              | Open Door                                                 | Derë e hapur                                                 | Albanês, italiano                                                             | Florenc Papas                                | Não indicado   |
| Argélia              | Héliopolis                                                | هيليوبوليس                                                   | Árabe, francês                                                                | Djafar Gacem                                 | Não indicado   |
| Argentina            | The Sleepwalkers                                          | Los sonámbulos                                               | Espanhol                                                                      | Paula Hernández                              | Não indicado   |
| Armênia              | Songs of Solomon                                          | Սողոմոնի երգերը                                              | Armênio                                                                       | Arman Nshanyan                               | Não indicado   |
| Áustria              | What We Wanted                                            | Was wir wollten                                              | alemão                                                                        | Ulrike Kofler                                | Não indicado   |
| Bangladesh           | Sincerely Yours, Dhaka                                    | ইতি, তোমারই ঢাকা (Iti, Tomari Dhaka)                              | bengali                                                                       | Vários diretores                             | Não indicado   |
| Bielorrússia         | Persian Lessons                                           | Persischstunden                                              | Inglês, francês, alemão, italiano, persa                                      | Vadim Perelman                               | Não indicado   |
| Bélgica              | Working Girls                                             | Filles de joie                                               | francês                                                                       | Frédéric Fonteyne e Anne Paulicevich         | Não indicado   |
| Butão                | Lunana: A Yak in the Classroom                            | লুনানা                                                          | Dzongkha                                                                      | Pawo Choyning Dorji                          | Não indicado   |
| Bolívia              | Chaco                                                     | Chaco                                                        | Aimará, quíchua, espanhol                                                     | Diego Mondaca                                | Não indicado   |
| Bósnia e Herzegovina | Quo Vadis, Aida?                                          | Quo Vadis, Aida?                                             | Bósnio, holandês, inglês, sérvio                                              | Jasmila Žbanić                               | Pré-lista      |
| Brasil               | Babenco: Tell Me When I Die                               | Babenco: Alguém Tem que Ouvir o Coração e Dizer Parou        | Português                                                                     | Bárbara Paz                                  | Não indicado   |
| Bulgária             | The Father                                                | Бащата (Bashtata)                                            | búlgaro                                                                       | Kristina Grozeva e Petar Valchanov           | Não indicado   |
| Camboja              | Fathers                                                   | ដើម្បីកូន                                                        | Quemer                                                                        | Huy Yaleng                                   | Não indicado   |
| Canadá               | 14 Days, 12 Nights                                        | 14 jours, 12 nuits                                           | francês                                                                       | Jean-Philippe Duval                          | Não indicado   |
| Chile                | The Mole Agent                                            | El agente topo                                               | espanhol                                                                      | Maite Alberdi                                | Pré-lista      |
| China                | Leap                                                      | 夺冠 (Duóguàn)                                               | Mandarim                                                                      | Peter Chan                                   | Não indicado   |
| Colômbia             | Forgotten We'll Be                                        | El olvido que seremos                                        | espanhol                                                                      | Fernando Trueba                              | Não indicado   |
| Costa Rica           | Land of Ashes                                             | Ceniza Negra                                                 | espanhol                                                                      | Sofía Quirós Ubeda                           | Não indicado   |
| Croácia              | Extracurricular                                           | Dopunska nastava                                             | croata                                                                        | Ivan-Goran Vitez                             | Não indicado   |
| Chéquia              | Charlatan                                                 | Šarlatán                                                     | Tcheco                                                                        | Agnieszka Holland                            | Pré-lista      |
| Dinamarca            | Another Round                                             | Druk                                                         | dinamarquês                                                                   | Thomas Vinterberg                            | Ganhou o Oscar |
| República Dominicana | A State of Madness                                        | Mis 500 Locos                                                | espanhol                                                                      | Leticia Tonos                                | Não indicado   |
| Equador              | Emptiness                                                 | Vacío                                                        | Mandarim, espanhol                                                            | Paul Venegas                                 | Não indicado   |
| Egito                | When We're Born                                           | لما بنتولد                                                   | árabe                                                                         | Tamer Ezzat                                  | Não indicado   |
| Estónia              | The Last Ones                                             | Viimased                                                     | finlandês                                                                     | Veiko Õunpuu                                 | Não indicado   |
| Finlândia            | Tove                                                      | Tove                                                         | Inglês, finlandês, francês, sueco                                             | Zaida Bergroth                               | Não indicado   |
| França               | Two of Us                                                 | Deux                                                         | Francês, alemão                                                               | Filippo Meneghetti                           | Pré-lista      |
| Geórgia              | Beginning                                                 | დასაწყისი (Dasatskisi)                                       | Georgiano                                                                     | Dea Kulumbegashvili                          | Não indicado   |
| Alemanha             | And Tomorrow the Entire World                             | Und morgen die ganze Welt                                    | alemão                                                                        | Julia von Heinz                              | Não indicado   |
| Grécia               | Apples                                                    | Μήλα (Mila)                                                  | grego                                                                         | Christos Nikou                               | Não indicado   |
| Guatemala            | La Llorona                                                | La Llorona                                                   | Caqchiquel, espanhol                                                          | Jayro Bustamante                             | Pré-lista      |
| Hong Kong            | Better Days                                               | 少年的你                                                     | Mandarim                                                                      | Derek Tsang                                  | Pré-lista      |
| Hungria              | Preparations to Be Together for an Unknown Period of Time | Felkészülés meghatározatlan ideig tartó együttlétre          | húngaro                                                                       | Lili Horvát                                  | Não indicado   |
| Islândia             | Agnes Joy                                                 | Agnes Joy                                                    | islandês                                                                      | Silja Hauksdóttir                            | Não indicado   |
| Índia                | Jallikattu                                                | ജെല്ലിക്കെട്ട്                                                      | Malaiala                                                                      | Lijo Jose Pellissery                         | Não indicado   |
| Indonésia            | Impetigore                                                | Perempuan Tanah Jahanam                                      | Indonésio, javanês                                                            | Joko Anwar                                   | Não indicado   |
| Irão                 | Sun Children/The Sun                                      | خورشید (Khōrshīd)                                            | persa                                                                         | Majid Majidi                                 | Pré-lista      |
| Irlanda              | Arracht                                                   | Arracht                                                      | irlandês                                                                      | Tom Sullivan                                 | Não indicado   |
| Israel               | Asia                                                      | אסיה (Asia)                                                  | Hebraico, russo                                                               | Ruthy Pribar                                 | Não indicado   |
| Itália               | Notturno                                                  | Notturno                                                     | Curdo, árabe                                                                  | Gianfranco Rosi                              | Não indicado   |
| Costa do Marfim      | Night of the Kings                                        | La Nuit des rois                                             | Diúla, francês                                                                | Philippe Lacôte                              | Pré-lista      |
| Japão                | True Mothers                                              | 朝が来る (Asa ga Kuru)                                       | japonês                                                                       | Naomi Kawase                                 | Não indicado   |
| Jordânia             | 200 Meters                                                | 200 Meters                                                   | Árabe, hebraico                                                               | Ameen Nayfeh                                 | Não indicado   |
| Cazaquistão          | The Crying Steppe                                         | Ұлы дала зары                                                | Cazaque, russo                                                                | Marina Kunarova                              | Não indicado   |
| Quênia               | The Letter                                                | Barua                                                        | Suaíli                                                                        | Maia Lekow e Chris King                      | Não indicado   |
| Kosovo               | Exile                                                     | Exil                                                         | Albanês, alemão                                                               | Visar Morina                                 | Não indicado   |
| Quirguistão          | Running to the Sky                                        | Жөө Күлүк (Jo Kuluk)                                         | Quirguiz                                                                      | Mirlan Abdykalykov                           | Não indicado   |
| Letônia              | Blizzard of Souls                                         | Dvēseļu putenis                                              | Estoniano, alemão, letão, russo                                               | Dzintars Dreibergs                           | Não indicado   |
| Líbano               | Broken Keys                                               | مفاتيح مكسرة                                                 | árabe                                                                         | Jimmy Keyrouz                                | Não indicado   |
| Lesoto               | This Is Not a Burial, It's a Resurrection                 | This Is Not a Burial, It's a Resurrection                    | Soto                                                                          | Lemohang Jeremiah Mosese                     | Não indicado   |
| Lituânia             | Nova Lituania                                             | Nova Lituania                                                | lituano                                                                       | Karolis Kaupinis                             | Não indicado   |
| Luxemburgo           | River Tales                                               | Cuentos del río                                              | espanhol                                                                      | Julie Schroell                               | Não indicado   |
| Malásia              | Roh                                                       | Roh                                                          | malaio                                                                        | Emir Ezwan                                   | Não indicado   |
| México               | I'm No Longer Here                                        | Ya no estoy aquí                                             | espanhol                                                                      | Fernando Frías de la Parra                   | Pré-lista      |
| Montenegro           | Breasts                                                   | Grudi                                                        | montenegrino                                                                  | Marija Perović                               | Não indicado   |
| Marrocos             | The Unknown Saint                                         | القديس المجهول                                               | árabe                                                                         | Alaa Eddine Aljem                            | Não indicado   |
| Países Baixos        | Buladó                                                    | Buladó                                                       | Papiamento                                                                    | Éche Janga                                   | Não indicado   |
| Nigéria              | The Milkmaid                                              | The Milkmaid                                                 | Hauçá                                                                         | Desmond Ovbiagele                            | Não indicado   |
| Macedônia do Norte   | Willow                                                    | Врба (Vrba)                                                  | Macedônio                                                                     | Milcho Manchevski                            | Não indicado   |
| Noruega              | Hope                                                      | Håp                                                          | Norueguês, sueco                                                              | Maria Sødahl                                 | Pré-lista      |
| Paquistão            | Zindagi Tamasha                                           | Zindagi Tamasha                                              | Urdu, punjabi                                                                 | Sarmad Khoosat                               | Não indicado   |
| Palestina            | Gaza mon amour                                            | غزة حبيبتي                                                   | árabe                                                                         | Tarzan Nasser e Arab Nasser                  | Não indicado   |
| Panamá               | Causa Justa                                               | Operación Causa Justa                                        | espanhol                                                                      | Luis Franco Brantley e Luis Pacheco          | Não indicado   |
| Paraguai             | Killing the Dead                                          | Matar a un muerto                                            | Guarani, espanhol                                                             | Hugo Giménez                                 | Não indicado   |
| Peru                 | Song Without a Name                                       | Canción sin nombre                                           | Quechua, espanhol                                                             | Melina León                                  | Não indicado   |
| Filipinas            | Mindanao                                                  | Mindanao                                                     | Filipino                                                                      | Brillante Mendoza                            | Não indicado   |
| Polónia              | Never Gonna Snow Again                                    | Śniegu już nigdy nie będzie                                  | Francês, polonês, russo, vietnamita                                           | Małgorzata Szumowska and Michał Englert      | Não indicado   |
| Portugal             | Vitalina Varela                                           | Vitalina Varela                                              | Crioulo cabo-verdiano, português                                              | Pedro Costa                                  | Não indicado   |
| Roménia              | Collective                                                | Colectiv                                                     | romena                                                                        | Alexander Nanau                              | Pré-lista      |
| Rússia               | Dear Comrades!                                            | Дорогие товарищи! (Dorogie tovarishchi!)                     | russo                                                                         | Andrei Konchalovsky                          | Pré-lista      |
| Arábia Saudita       | Scales                                                    | سيدة البحر                                                   | árabe                                                                         | Shahad Ameen                                 | Não indicado   |
| Sérvia               | Dara in Jasenovac                                         | Дара из Јасеновца (Dara iz Jasenovca)                        | sérvio                                                                        | Predrag Antonijević                          | Não indicado   |
| Singapura            | Wet Season                                                | 热带雨                                                       | Inglês, hoquiém, Mandarim                                                     | Anthony Chen                                 | Não indicado   |
| Eslováquia           | The Auschwitz Report                                      | Správa                                                       | Tcheco, alemão, polonês, eslovaco                                             | Peter Bebjak                                 | Não indicado   |
| Eslovênia            | Stories from the Chestnut Woods                           | Zgodbe iz kostanjevih gozdov                                 | Italiano, esloveno                                                            | Gregor Božič                                 | Não indicado   |
| África do Sul        | Toorbos                                                   | Toorbos                                                      | africânder                                                                    | Rene van Rooyen                              | Não indicado   |
| Coreia do Sul        | The Man Standing Next                                     | 남산의 부장들 (Namsanui bujangdeul)                          | coreano                                                                       | Woo Min-ho                                   | Não indicado   |
| Espanha              | The Endless Trench                                        | La trinchera infinita                                        | espanhol                                                                      | Jon Garaño, Aitor Arregi e Jose Mari Goenaga | Não indicado   |
| Sudão                | You Will Die at 20                                        | ستموت في العشرين                                             | árabe                                                                         | Amjad Abu Alala                              | Não indicado   |
| Suriname             | Wiren                                                     | Wiren                                                        | Holandês, Inglês, Sarnami Hindustani, surinamês, Língua de Sinais do Suriname | Ivan Tai-Apin                                | Não indicado   |
| Suécia               | Charter                                                   | Charter                                                      | sueco                                                                         | Amanda Kernell                               | Não indicado   |
| Suíça                | My Little Sister                                          | Schwesterlein                                                | Inglês, francês, alemão                                                       | Stéphanie Chuat e Véronique Reymond          | Não indicado   |
| Taiwan               | A Sun                                                     | 陽光普照 (Yángguāng Pǔzhào)                                  | Mandarim                                                                      | Chung Mong-hong                              | Pré-lista      |
| Tailândia            | Happy Old Year                                            | ฮาวทูทิ้ง ทิ้งอย่างไรไม่ให้เหลือเธอ"                                  | tailandês                                                                     | Nawapol Thamrongrattanarit                   | Não indicado   |
| Tunísia              | The Man Who Sold His Skin                                 | L'Homme qui a vendu sa peau                                  | Árabe, inglês, francês                                                        | Kaouther Ben Hania                           | Pré-lista      |
| Turquia              | Miracle in Cell No. 7                                     | 7. Koğuştaki Mucize                                          | turco                                                                         | Mehmet Ada Öztekin                           | Não indicado   |
| Ucrânia              | Atlantis                                                  | Атлантида (Atlantyda)                                        | ucraniano                                                                     | Valentyn Vasyanovych                         | Não indicado   |
| Uruguai              | Alelí                                                     | Alelí                                                        | espanhol                                                                      | Leticia Jorge                                | Não indicado   |
| Uzbequistão          | 2000 Songs of Farida                                      | Фариданинг икки минг қўшиғи (Faridaning Ikki Ming qo'shig'i) | Uzbeque                                                                       | Yalkin Tuychiev                              | Não indicado   |
| Venezuela            | Once Upon a Time in Venezuela                             | Erase Una Vez en Venezuela, Congo Mirador                    | espanhol                                                                      | Anabel Rodríguez Ríos                        | Não indicado   |
| Vietname             | Dreamy Eyes                                               | Mắt biếc                                                     | vietnamita                                                                    | Victor Vu                                    | Não indicado   |